# Kim Byung-ji
Kim Byung-ji (김병지?, 金秉址?; Miryang, 8 aprile 1970) è un allenatore di calcio ed ex calciatore sudcoreano, di ruolo portiere, presidente del Gangwon e vice presidente della Nazionale sudcoreana.

## Statistiche

### Cronologia presenze e reti in Nazionale
| Cronologia completa delle presenze e delle reti in nazionale ― Corea del Sud | Cronologia completa delle presenze e delle reti in nazionale ― Corea del Sud | Cronologia completa delle presenze e delle reti in nazionale ― Corea del Sud | Cronologia completa delle presenze e delle reti in nazionale ― Corea del Sud | Cronologia completa delle presenze e delle reti in nazionale ― Corea del Sud | Cronologia completa delle presenze e delle reti in nazionale ― Corea del Sud | Cronologia completa delle presenze e delle reti in nazionale ― Corea del Sud | Cronologia completa delle presenze e delle reti in nazionale ― Corea del Sud |
| Data                                                                         | Città                                                                        | In casa                                                                      | Risultato                                                                    | Ospiti                                                                       | Competizione                                                                 | Reti                                                                         | Note                                                                         |
| ---------------------------------------------------------------------------- | ---------------------------------------------------------------------------- | ---------------------------------------------------------------------------- | ---------------------------------------------------------------------------- | ---------------------------------------------------------------------------- | ---------------------------------------------------------------------------- | ---------------------------------------------------------------------------- | ---------------------------------------------------------------------------- |
| 5-6-1995                                                                     | Suwon                                                                        | Corea del Sud                                                                | 1 – 0                                                                        | Costa Rica                                                                   | 1995 President's Cup                                                         | -                                                                            |                                                                              |
| 10-6-1995                                                                    | Seul                                                                         | Corea del Sud                                                                | 2 – 3                                                                        | Zambia                                                                       | 1995 President's Cup                                                         | -3                                                                           |                                                                              |
| 12-8-1995                                                                    | Suwon                                                                        | Corea del Sud                                                                | 2 – 3                                                                        | Brasile                                                                      | Amichevole                                                                   | -3                                                                           | 80’                                                                          |
| 31-10-1995                                                                   | Seul                                                                         | Corea del Sud                                                                | 1 – 1                                                                        | Arabia Saudita                                                               | Amichevole                                                                   | -1                                                                           |                                                                              |
| 13-3-1996                                                                    | Zagabria                                                                     | Croazia                                                                      | 3 – 0                                                                        | Corea del Sud                                                                | Amichevole                                                                   | -2                                                                           | 46’                                                                          |
| 19-3-1996                                                                    | Dubai                                                                        | Emirati Arabi Uniti                                                          | 3 – 2                                                                        | Corea del Sud                                                                | 1996 Emirates Cup                                                            | -3                                                                           |                                                                              |
| 23-3-1996                                                                    | Dubai                                                                        | Marocco                                                                      | 2 – 2                                                                        | Corea del Sud                                                                | 1996 Emirates Cup                                                            | -2                                                                           |                                                                              |
| 5-8-1996                                                                     | Ho Chi Minh                                                                  | Corea del Sud                                                                | 9 – 0                                                                        | Guam                                                                         | Qual. Coppa d'Asia 1996                                                      | -                                                                            |                                                                              |
| 8-8-1996                                                                     | Ho Chi Minh                                                                  | Corea del Sud                                                                | 4 – 0                                                                        | Taipei cinese                                                                | Qual. Coppa d'Asia 1996                                                      | -                                                                            |                                                                              |
| 11-8-1996                                                                    | Ho Chi Minh                                                                  | Vietnam                                                                      | 0 – 4                                                                        | Corea del Sud                                                                | Qual. Coppa d'Asia 1996                                                      | -                                                                            |                                                                              |
| 25-9-1996                                                                    | Seul                                                                         | Corea del Sud                                                                | 3 – 1                                                                        | Cina                                                                         | Korea-China Annual Match                                                     | -1                                                                           |                                                                              |
| 23-11-1996                                                                   | Suwon                                                                        | Corea del Sud                                                                | 4 – 1                                                                        | Colombia                                                                     | Amichevole                                                                   | -1                                                                           |                                                                              |
| 26-11-1996                                                                   | Canton                                                                       | Cina                                                                         | 2 – 3                                                                        | Corea del Sud                                                                | Korea-China Annual Match                                                     | -2                                                                           |                                                                              |
| 4-12-1996                                                                    | Abu Dhabi                                                                    | Emirati Arabi Uniti                                                          | 1 – 1                                                                        | Corea del Sud                                                                | Coppa d'Asia 1996 - 1º turno                                                 | -1                                                                           |                                                                              |
| 7-12-1996                                                                    | Abu Dhabi                                                                    | Corea del Sud                                                                | 4 – 2                                                                        | Indonesia                                                                    | Coppa d'Asia 1996 - 1º turno                                                 | -2                                                                           |                                                                              |
| 10-12-1996                                                                   | Abu Dhabi                                                                    | Kuwait                                                                       | 2 – 0                                                                        | Corea del Sud                                                                | Coppa d'Asia 1996 - 1º turno                                                 | -2                                                                           |                                                                              |
| 16-12-1996                                                                   | Dubai                                                                        | Corea del Sud                                                                | 2 – 6                                                                        | Iran                                                                         | Coppa d'Asia 1996 - Quarti di finale                                         | -6                                                                           |                                                                              |
| 18-1-1997                                                                    | Melbourne                                                                    | Corea del Sud                                                                | 1 – 0                                                                        | Norvegia                                                                     | Opus Tournament                                                              | -                                                                            |                                                                              |
| 22-1-1997                                                                    | Brisbane                                                                     | Australia                                                                    | 2 – 1                                                                        | Corea del Sud                                                                | Opus Tournament                                                              | -                                                                            |                                                                              |
| 25-1-1997                                                                    | Sydney                                                                       | Corea del Sud                                                                | 3 – 1                                                                        | Nuova Zelanda                                                                | Opus Tournament                                                              | -                                                                            |                                                                              |
| 22-2-1997                                                                    | Hong Kong                                                                    | Hong Kong                                                                    | 0 – 2                                                                        | Corea del Sud                                                                | Qual. Mondiali 1998                                                          | -                                                                            |                                                                              |
| 2-3-1997                                                                     | Bangkok                                                                      | Thailandia                                                                   | 1 – 3                                                                        | Corea del Sud                                                                | Qual. Mondiali 1998                                                          | -1                                                                           |                                                                              |
| 28-9-1997                                                                    | Tokyo                                                                        | Giappone                                                                     | 1 – 2                                                                        | Corea del Sud                                                                | Qual. Mondiali 1998                                                          | -1                                                                           |                                                                              |
| 4-10-1997                                                                    | Seul                                                                         | Corea del Sud                                                                | 3 – 0                                                                        | Emirati Arabi Uniti                                                          | Qual. Mondiali 1998                                                          | -                                                                            |                                                                              |
| 11-10-1997                                                                   | Almaty                                                                       | Kazakistan                                                                   | 1 – 1                                                                        | Corea del Sud                                                                | Qual. Mondiali 1998                                                          | -1                                                                           |                                                                              |
| 18-10-1997                                                                   | Tashkent                                                                     | Uzbekistan                                                                   | 1 – 5                                                                        | Corea del Sud                                                                | Qual. Mondiali 1998                                                          | -1                                                                           |                                                                              |
| 1-11-1997                                                                    | Seul                                                                         | Corea del Sud                                                                | 0 – 2                                                                        | Giappone                                                                     | Qual. Mondiali 1998                                                          | -2                                                                           |                                                                              |
| 1-4-1998                                                                     | Seul                                                                         | Corea del Sud                                                                | 2 – 1                                                                        | Giappone                                                                     | Amichevole                                                                   | -1                                                                           |                                                                              |
| 15-4-1998                                                                    | Bratislava                                                                   | Slovacchia                                                                   | 0 – 0                                                                        | Corea del Sud                                                                | Amichevole                                                                   | -                                                                            |                                                                              |
| 22-4-1998                                                                    | Belgrado                                                                     | Jugoslavia                                                                   | 3 – 1                                                                        | Corea del Sud                                                                | Amichevole                                                                   | -3                                                                           |                                                                              |
| 19-5-1998                                                                    | Seul                                                                         | Corea del Sud                                                                | 0 – 0                                                                        | Giamaica                                                                     | Amichevole                                                                   | -                                                                            |                                                                              |
| 27-5-1998                                                                    | Seul                                                                         | Corea del Sud                                                                | 2 – 2                                                                        | Rep. Ceca                                                                    | Amichevole                                                                   | -2                                                                           |                                                                              |
| 4-6-1998                                                                     | Seul                                                                         | Corea del Sud                                                                | 1 – 1                                                                        | Cina                                                                         | Korea-China Annual Match                                                     | -1                                                                           |                                                                              |
| 13-6-1998                                                                    | Lione                                                                        | Corea del Sud                                                                | 1 – 3                                                                        | Messico                                                                      | Mondiali 1998 - 1º turno                                                     | -3                                                                           |                                                                              |
| 20-6-1998                                                                    | Marsiglia                                                                    | Paesi Bassi                                                                  | 5 – 0                                                                        | Corea del Sud                                                                | Mondiali 1998 - 1º turno                                                     | -5                                                                           |                                                                              |
| 25-6-1998                                                                    | Parigi                                                                       | Belgio                                                                       | 1 – 1                                                                        | Corea del Sud                                                                | Mondiali 1998 - 1º turno                                                     | -1                                                                           | 83’                                                                          |
| 22-11-1998                                                                   | Shanghai                                                                     | Cina                                                                         | 0 – 0                                                                        | Corea del Sud                                                                | Korea-China Annual Match                                                     | -                                                                            |                                                                              |
| 2-12-1998                                                                    | Nakhon Sawan                                                                 | Corea del Sud                                                                | 2 – 3                                                                        | Turkmenistan                                                                 | Giochi asiatici 1998                                                         | -3                                                                           |                                                                              |
| 4-12-1998                                                                    | Nakhon Sawan                                                                 | Vietnam                                                                      | 0 – 4                                                                        | Corea del Sud                                                                | Giochi asiatici 1998                                                         | -                                                                            |                                                                              |
| 7-12-1998                                                                    | Bangkok                                                                      | Corea del Sud                                                                | 2 – 0                                                                        | Giappone                                                                     | Giochi asiatici 1998                                                         | -                                                                            | 33’                                                                          |
| 9-12-1998                                                                    | Bangkok                                                                      | Emirati Arabi Uniti                                                          | 1 – 2                                                                        | Corea del Sud                                                                | Giochi asiatici 1998                                                         | -1                                                                           |                                                                              |
| 11-12-1998                                                                   | Bangkok                                                                      | Corea del Sud                                                                | 1 – 0                                                                        | Kuwait                                                                       | Giochi asiatici 1998                                                         | -                                                                            |                                                                              |
| 14-12-1998                                                                   | Bangkok                                                                      | Thailandia                                                                   | 2 – 1                                                                        | Corea del Sud                                                                | Giochi asiatici 1998                                                         | -2                                                                           |                                                                              |
| 28-3-1999                                                                    | Seul                                                                         | Corea del Sud                                                                | 1 – 0                                                                        | Brasile                                                                      | Amichevole                                                                   | -                                                                            |                                                                              |
| 5-6-1999                                                                     | Seul                                                                         | Corea del Sud                                                                | 1 – 2                                                                        | Belgio                                                                       | Amichevole                                                                   | -2                                                                           | 51’                                                                          |
| 19-6-1999                                                                    | Seul                                                                         | Corea del Sud                                                                | 1 – 1                                                                        | Croazia                                                                      | 1999 Korea Cup                                                               | -1                                                                           |                                                                              |
| 21-1-2000                                                                    | Auckland                                                                     | Nuova Zelanda                                                                | 0 – 1                                                                        | Corea del Sud                                                                | Amichevole                                                                   | -                                                                            |                                                                              |
| 15-2-2000                                                                    | Los Angeles                                                                  | Canada                                                                       | 0 – 0                                                                        | Corea del Sud                                                                | Gold Cup 2000 - 1º turno                                                     | -                                                                            |                                                                              |
| 17-2-2000                                                                    | Los Angeles                                                                  | Corea del Sud                                                                | 2 – 2                                                                        | Costa Rica                                                                   | Gold Cup 2000 - 1º turno                                                     | -2                                                                           |                                                                              |
| 20-12-2000                                                                   | Tokyo                                                                        | Giappone                                                                     | 1 – 1                                                                        | Corea del Sud                                                                | Amichevole                                                                   | -1                                                                           |                                                                              |
| 27-1-2001                                                                    | Hong Kong                                                                    | Paraguay                                                                     | 1 – 1 dts (5 – 6 dtr)                                                        | Corea del Sud                                                                | Coppa Carlsberg                                                              | -                                                                            | 46’                                                                          |
| 9-12-2001                                                                    | Seogwipo                                                                     | Corea del Sud                                                                | 1 – 0                                                                        | Stati Uniti                                                                  | Amichevole                                                                   | -                                                                            |                                                                              |
| 23-1-2002                                                                    | Pasadena                                                                     | Corea del Sud                                                                | 0 – 0                                                                        | Cuba                                                                         | Gold Cup 2002 - 1º turno                                                     | -                                                                            |                                                                              |
| 30-1-2002                                                                    | Pasadena                                                                     | Costa Rica                                                                   | 3 – 1                                                                        | Corea del Sud                                                                | Gold Cup 2002 - Semifinale                                                   | -3                                                                           |                                                                              |
| 13-3-2002                                                                    | Tunisi                                                                       | Tunisia                                                                      | 0 – 0                                                                        | Corea del Sud                                                                | Amichevole                                                                   | -                                                                            |                                                                              |
| 26-3-2002                                                                    | Bochum                                                                       | Corea del Sud                                                                | 0 – 0                                                                        | Turchia                                                                      | Amichevole                                                                   | -                                                                            |                                                                              |
| 20-4-2002                                                                    | Taegu                                                                        | Corea del Sud                                                                | 2 – 0                                                                        | Costa Rica                                                                   | Amichevole                                                                   | -                                                                            |                                                                              |
| 16-5-2002                                                                    | Pusan                                                                        | Corea del Sud                                                                | 4 – 1                                                                        | Scozia                                                                       | Amichevole                                                                   | -1                                                                           |                                                                              |
| 26-5-2002                                                                    | Suwon                                                                        | Corea del Sud                                                                | 2 – 3                                                                        | Francia                                                                      | Amichevole                                                                   | -3                                                                           |                                                                              |
| 20-11-2002                                                                   | Seul                                                                         | Corea del Sud                                                                | 2 – 3                                                                        | Brasile                                                                      | Amichevole                                                                   | -3                                                                           | 85’                                                                          |
| 30-1-2008                                                                    | Seul                                                                         | Corea del Sud                                                                | 0 – 1                                                                        | Cile                                                                         | Amichevole                                                                   | -                                                                            | 46’                                                                          |
| Totale                                                                       |                                                                              | Presenze                                                                     | 61                                                                           |                                                                              | Reti                                                                         | -72                                                                          |                                                                              |

## Palmarès

### Club

#### Competizioni nazionali
- K-League: 1

Ulsan Hyundai: 1996
- Coppa di Lega sudcoreana: 3

Ulsan Hyundai: 1995, 1998
Seoul: 2006